# Kagerou
Kagerou (蜉蝣, Kagerō) foi uma banda japonesa de rock visual kei fundada em 1999. A formação clássica do grupo consistia em Daisuke, Yuana, Kazu e Shizumi. Após sucessivas campanhas pelo Japão e Europa, Kagerou se separou em 2007 deixando cinco álbuns e dezenove singles. Daisuke faleceu em julho de 2010.

## Carreira
Kagerou foi formada em setembro de 1999 pelo vocalista Daisuke e baixista Masaya, logo depois acresentando o guitarrista Yuana. Em dezembro, o baixista deixou sua banda anterior para poder focar na Kagerou e em 13 de fevereiro de 2000 fizeram seu primeiro show, distribuindo nele o single "Biological Slicer". Shizumi entrou como baterista em maio. Masaya decidiu deixar o grupo no ano seguinte, logo após a primeira apresentação solo do grupo no dia 11 de outubro. Fazendo uma pausa, encontraram o novo baixista Kuya porém ele acabou saindo em agosto de 2001. Foi substituído por Kazu, completando a formação clássica do grupo. Neste ano, também abriram seu fã clube oficial e em dezembro embarcaram em uma turnê de quatro datas junto com Mucc. Em maio de 2003, Kagerou lançou o single "Kakokei Shinjitsu" que foi o primeiro a figurar na parada da Oricon, na 40ª posição. Quatro meses depois, o álbum de estreia auto intitulado foi lançado.
O grupo começou 2004 com o single "XII Dizzy" e seu segundo álbum de estúdio, Rakushu, começou a ser vendido em agosto. No ano seguinte, fizeram sua primeira turnê na Europa, com dois shows na Alemanha e dois na França e participaram dos festivais alemães Rock im Park e Rock am Ring. Se tornaram uma das primeiras bandas visual kei a se apresentarem no continente. Em outubro embarcaram em uma turnê junto D'espairsRay com três datas: uma no Japão, outra na Alemanha e outra na França. O álbum Gurou Shoku foi lançado em setembro, alcançando a 46ª posição na Oricon Albums Chart.
O álbum Kurohata foi lançado em julho de 2006, no entanto em um show em setembro foi anunciado que Kagerou iria encerrar as atividades. A turnê de despedida contou com 16 shows nacionais e shows esgotados em Berlim e Paris, onde o grupo apareceu na rádio francesa La Mouv. O último show do grupo aconteceu em Tóquio em 7 de janeiro de 2007, também esgotado em pouco tempo. Um álbum de grandes êxitos Shinjuka e um DVD do último show foram lançados subsequentemente. Daisuke formou a banda The Studs logo depois da separação, pausada em 2009. Ele então estreou como artista solo em julho de 2010, no entanto o cantor faleceu no dia 15 do mesmo mês. A causa da morte não foi especificada, mas foi dito que ele possuía problemas cardíacos desde a infância.
Os ex membros da banda e artistas como 12012, Merry e Shuse de La'cryma Christi se reuniram para lançar um álbum póstumo de Daisuke em fevereiro de 2011, Shikkoku no Hikari, completando canções que ele não pôde terminar. Um ano após a morte do cantor, grupos como o próprio The Studs, Mucc e Girugamesh apareceram em um show em homenagem no Shinkiba Studio Coast. Em julho de 2019, foi lançado o box set Kagerou Complete <1999-2007> com todos os trabalhos da banda. Yuana, Kazu e Shizumi apresentaram um show no dia 14 de janeiro promovendo o lançamento.
Em janeiro de 2019, a Free Will promoveu um evento onde artistas visual kei tocaram em homenagem ao Kagerou. Um ato semelhante ocorreu em 2023, no evento da Maverick Do you know visual kei?, onde Kazu se juntou com Chiaki de Dezert, Yuu de Merry, Umi de Vistlip e Kyonosuke de Kizu para tocar uma canção do Kagerou.

## Estilo musical
Kagerou significa efemerópteros em japonês. O vocalista Daisuke explicou o nome do grupo em uma entrevista com o portal Jame World de 2005:

Por que efemerópteros? Bem, porque o inseto não vê que quando se torna adulto, vive apenas 24 horas. Assim como o inseto, queremos que a banda viva cada minuto tão intensamente quanto pouco tempo nos resta. Mesmo que uma vida humana possa durar 80 ou 90 anos, queremos viver intensamente cada momento. Particularmente, eu tenho a saúde debilitada e esse é outro motivo para dar esse nome ao grupo.

## Membros
- Daisuke – vocais (1999–2007)
- Yuana – guitarra (1999–2007)
- Kazu – baixo (2001–2007)
- Shizumi – bateria (2000–2007)

Ex membros
- Masaya – baixo (1999-2000)
- Kuya –  baixo (2001)

## Discografia

### Álbuns
- [2003.07.23] Kagerou
- [2004.08.18] Rakushu
- [2005.07.27] Gurou Shoku
- [2006.07.19] Kurohata
- [2006.12.27] Shinjuka

### Maxi Singles
- [2000.04.04] Biological Slicer
- [2001.03.21] Hakkyou Sakadachi Onanisuto
- [2001.06.27] Jikasei Full Course
- [2002.01.09] Iro megane to Scandal
- [2002.05.04] Idol kurui no shinrigaku
- [2002.07.10] Hiaburi no Kazoeuta
- [2002.07.10] Mizubitashi no Kazoe Uta
- [2003.02.28] Sakebi (Vendido apenas em show)
- [2003.05.07] Kakokei Shinjitsu
- [2004.01.28] XII dizzy
- [2004.02.00] Sakurakurakura (Vendido apenas em show)
- [2004.12.08] Kurokami no aitsu
- [2004.12.08] Shiroi Karasu
- [2004.12.08] Kurokami no Aitsu
- [2005.03.23] Zetsubou ni Sayonara
- [2005.11.30] Kusatta umi de oborekaketeiru boku wo sukuttekureta kimi (ver. A)
- [2006.06.14] Tonari machi no kanojo

### Singles
- [2004] Sakurakurakura
- [2002] Idol kurui no shinrigaku